# Râmnicelu, Buzău
Râmnicelu (în trecut, Obidiți) este satul de reședință al comunei cu același nume din județul Buzău, Muntenia, România.

## Monumente

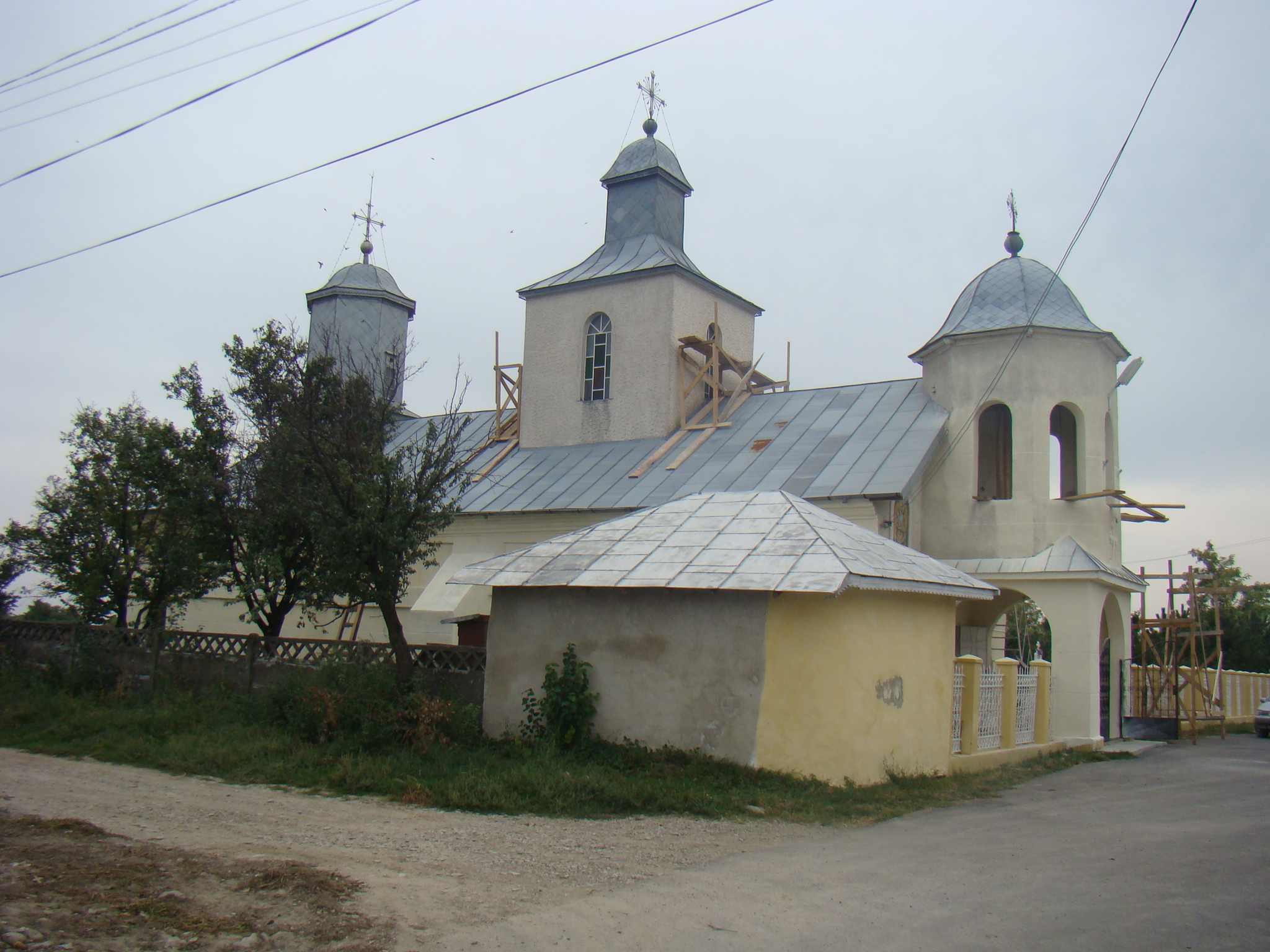
Biserica Sfinţii Arhangheli Mihail şi Gavriil

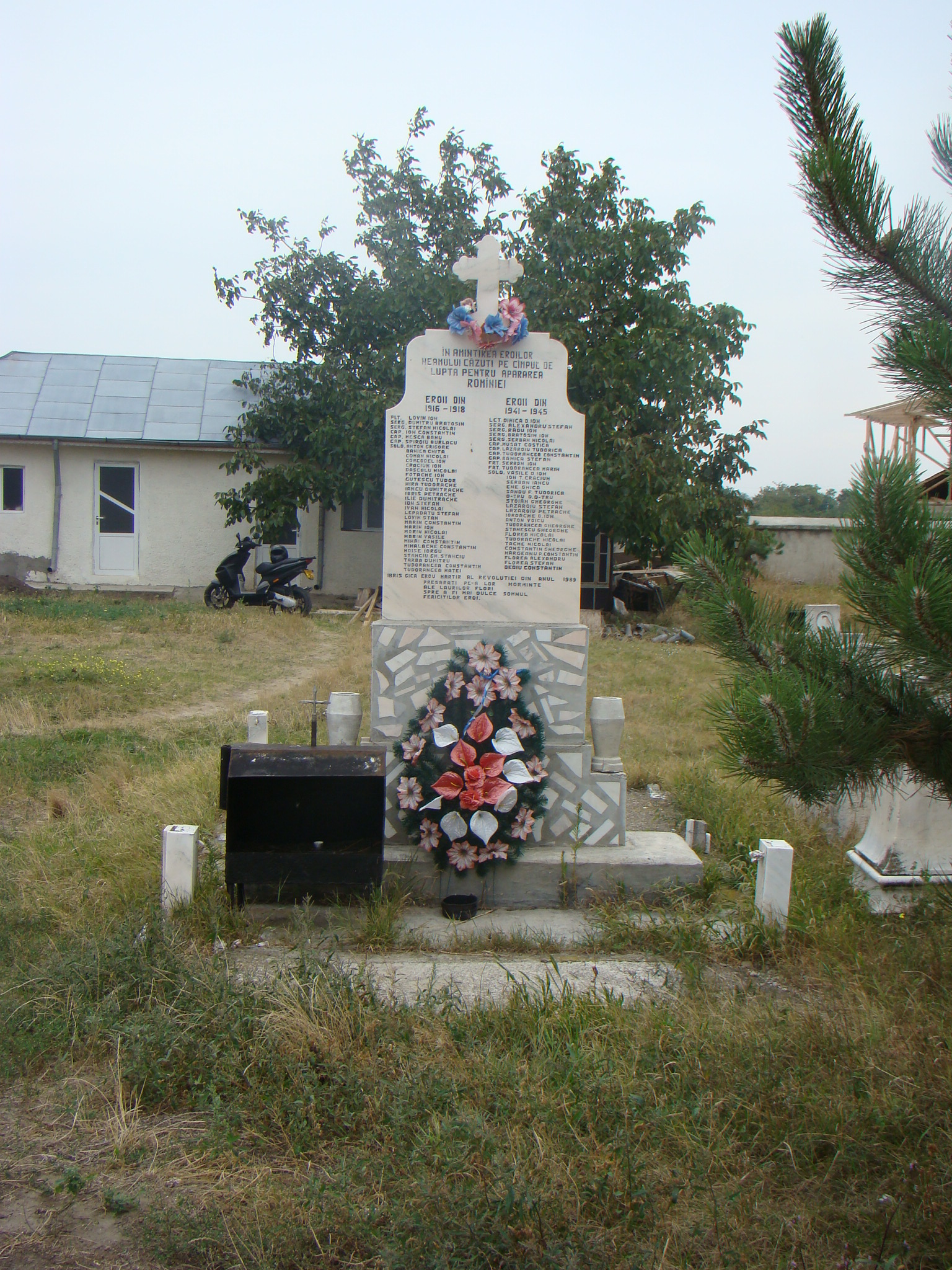
Crucea Eroilor

Biserica din sat, cu hramul Sfinții Arhangheli Mihail și Gavriil a fost ridicată în anul 1781, prin osârdia locuitorilor. 
În curtea bisericii se află o cruce memorială închinată eroilor căzuți în cele două războaie mondiale.
 Două case din sat și anume Casa Mănăilă (1920) și Casa Dan Stan (1915) figurează pe lista monumentelor istorice cu codurile BZ-II-m-B-02449, respectiv BZ-II-m-B-02450.